# Nagroda literacka Towarzystwa Selmy Lagerlöf

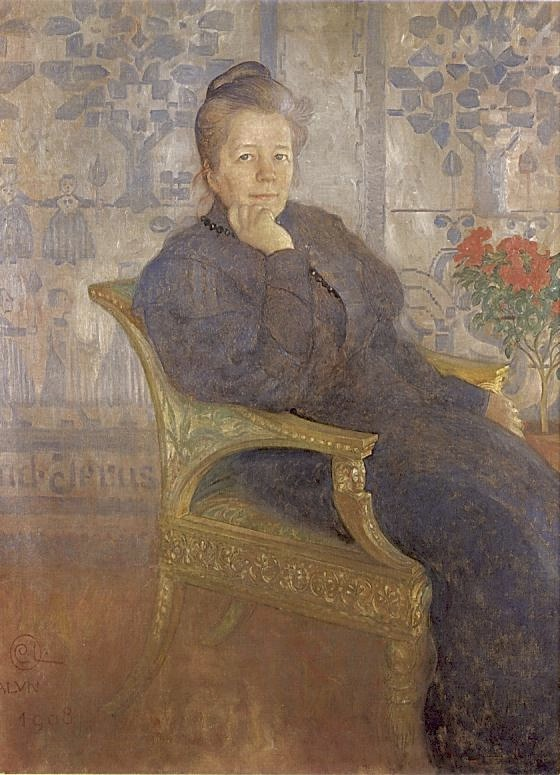
Selma Lagerlöf – patronka nagrody

Nagroda literacka Towarzystwa Selmy Lagerlöf (szw. Stiftelsen Selma Lagerlöfs litteraturpris) – szwedzka nagroda literacka ustanowiona w 1984 roku i przyznawana przez Towarzystwo Selmy Lagerlöf podczas organizowanego co roku latem Tygodnia Kultury w Sunne. Nagroda przyznawana jest wyróżniającym się pisarzom, tworzącym w duchu twórczości Selmy Lagerlöf.
Jury przyznające nagrodę składa się z przedstawicieli Towarzystwa Selmy Lagerlöf, Fundacji Mårbacka i szwedzkiej Biblioteki Królewskiej. Nagroda wynosi 100 000 szwedzkich koron.

## Laureaci

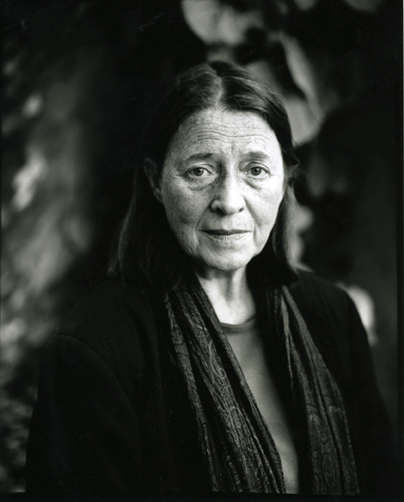
Birgitta Trotzig – pierwsza laureatka nagrody w 1984 roku

- Birgitta Trotzig – pierwsza laureatka nagrody w 1984 roku1984 – Birgitta Trotzig

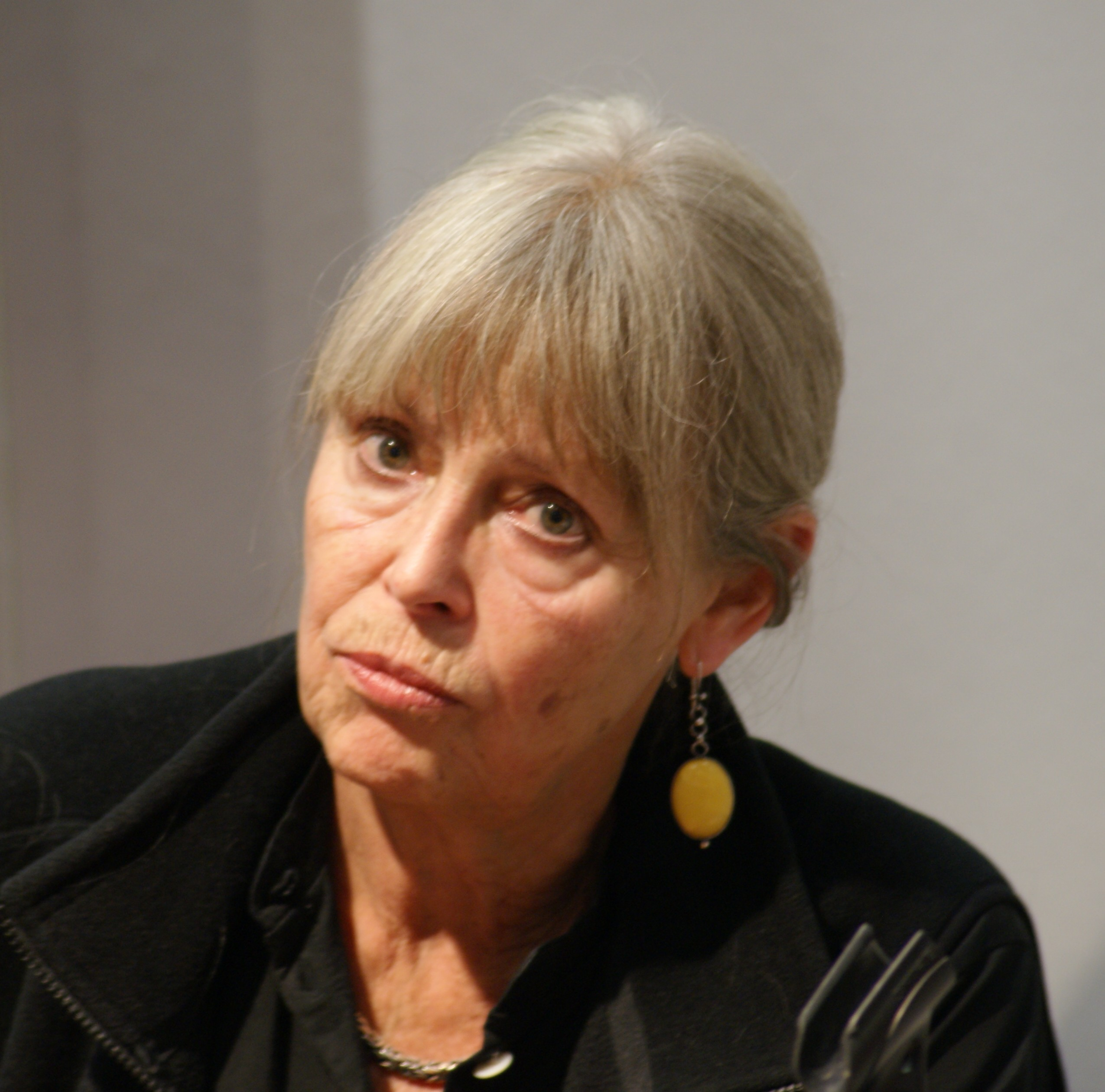
Agneta Pleijel – laureatka nagrody z 2001 roku

- 1985 – Sara Lidman
- 1986 – Astrid Lindgren
- 1987 – Göran Tunström
- 1988 – Lars Ahlin
- 1989 – Kerstin Ekman
- 1990 – Lars Andersson(inne języki)
- 1991 – Lars Gyllensten(inne języki)
- 1992 – Tove Jansson
- 1993 – Georg Henrik von Wright
- 1994 – Stig Claesson
- 1995 – Ulla Isaksson(inne języki)
- 1996 – Rolf Edberg(inne języki)

- 1997 – P.O. Enquist
- 1998 – Göran Palm(inne języki)
- 1999 – Kristina Lugn
- 2000 – Torgny Lindgren
- 2001 – Agneta Pleijel
- 2002 – Peter Englund
- 2003 – P.C. Jersild
- 2004 – Sigrid Combüchen
- 2005 – Birgitta Stenberg
- 2006 – Lars Jakobson(inne języki)
- 2007 – Barbro Lindgren
- 2008 – John Ajvide Lindqvist
- 2009 – Lars Gustafsson
- 2010 – Jan Lööf(inne języki)
- 2011 – Ellen Mattson
- 2012 – Klas Östergren
- 2013 – Kjell Johansson
- 2014 – Lotta Lotass
- 2015 – Stewe Claeson(inne języki)
- 2016 – Sara Stridsberg[2]
- 2017 – Lars Norén
- 2018 – Carola Hansson(inne języki)
- 2019 – Kristina Sandberg[3]
- 2020 – Monika Fagerholm[4]
- 2021 – Niklas Rådström(inne języki)[5]
- 2022 – Inger Edelfeldt[6]